# Rock 'n' Roll (album de John Lennon)
Rock 'n' Roll este un album din 1975 cu melodii de la sfârșitul anilor 1950 și începutul anilor 1960 preluate de John Lennon . Înregistrarea albumului a durat un an iar dramatismul în care au avut loc înregistrările a intrat în folclorul muzicii rock . Rock 'n' Roll a devenit un hit clasându-se pe locul 6 atât în Marea Britanie cât și în SUA , unde va câștiga și discul de aur . Single-ul "Stand by Me" a intrat în US Top 20 în acea primăvară .

## Tracklist
1. "Be-Bop-A-Lula" ( Tex Davies , Gene Vincent ) (2:39)
2. "Stand by Me" ( Jerry Leiber , Mike Stoller , Ben E. King ) (3:26)
3. "Medley: Rip It Up/Readdy Teddy" ( Robert 'Bumps' Blackwell , John Marascalco ) (1:33)
4. "You Can't Catch Me" ( Chuck Berry ) (4:51)
5. "Ain't That a Shame" ( Fats Domino , Dave Bartholomew ) (2:38)
6. "Do You Wanna Dance?" ( Bobby Freeman ) (3:15)
7. "Sweet Little Sixteen" ( Chuck Berry ) (3:01)
8. "Slippin' and Slidin'" ( Eddie Bocage , Albert Collins , Richard Wayne Penniman , James H. Smith ) (2:16)
9. "Peggy Sue" ( Jerry Allison , Norman Petty , Buddy Holly ) (2:06)
10. "Medley: Bring It On Home to Me/Send Me Some Lovin'" ( Sam Cooke )/( John Marascalco , Lloyd Price ) (3:41)
11. "Bony Moronie" ( Larry Williams ) (3:47)
12. "Ya Ya" ( Lee Dorsey , Clarence Lewis , Morgan Robinson ) (2:17)
13. "Just Because" ( Lloyd Price ) (4:25)

## Single-uri
- "Stand by Me" (1975)